# Hypselomus
Hypselomus is een kevergeslacht uit de familie van de boktorren (Cerambycidae). De wetenschappelijke naam van het geslacht werd voor het eerst geldig gepubliceerd in 1832 door Perty.

## Soorten
Hypselomus is monotypisch en omvat slechts de volgende soort:
- Hypselomus cristatus Perty, 1832